# 섀도우파이터
《섀도우파이터》는 대한민국의 문화방송과 옐로우 필름이 공동제작한 3D 애니메이션이다. 2005년 7월부터 2006년 1월까지 매주 목요일 오후 4시 30분에 방송되었다.

## 캐릭터
- 케이(K)
- 아쿠아
- 루크
- 꼬망송
- 란비
- 샤크
- 돈크
- 이글
- 마타
- 치앙카

## 에피소드
총26회
- 제1회:타이터스의 탄생
- 제2회:마스터 케이
- 제3회:바다의 소녀 아쿠아
- 제4회:세 번째 마스터
- 제5회:수수께끼의 소녀
- 제6회:떠돌이 소년 꼬망송
- 제7회:돌아온 드라스탄
- 제8회:납치된 아쿠아
- 제9회:케이 수색작전
- 제10회:우리는 한 팀
- 제11회:루크의 선택
- 제12회:마타의 귀환
- 제13회:꼬망송의 생일
- 제14회:섀도우 볼 회수작전
- 제15회:꼬망송 가르치기
- 제16회:샤크 다시 태어나다
- 제17회:신비의 묘약
- 제18회:일어나요 이글!
- 제19회:대반격
- 제20회:가자! 천계로!
- 제21회:첫 번째 관문
- 제22회:최면꽃
- 제23회:광전사
- 제24회:치앙카의 대관식
- 제25회:치앙카의 최후
- 제26회:변함없는 우정

## 제작진
•  사운드디자인, 녹음&믹싱 : 박재석(헐리웃매너)